# 곤살로 산체스 데 로사다
곤살로 산체스 데 로사다(스페인어: Gonzalo Sánchez de Lozada Sánchez Bustamante 곤잘로 산체스 데 로사다 산체스 부스타만테[*], 1930년 7월 1일~ )는 고니(Goni)라는 애칭으로 알려진 볼리비아의 전 대통령이었다.
그는 시카고 대학에서 문학과 철학을 배웠다. 민족 혁명 운동당(Movimiento Nacionalista Revolucionario,MNR)의 당원으로, 집게 손가락과 중지를 세우는, 이른바 피스 싸인이 그의 트레이드 마크였다. 국민들 사이에서 '고니'라고 불리었다.
1986년 빅토르 파스 에스텐소로 정권 하에서 경제 기획 대신을 맡고 있을 때, 이른바 쇼크 요법이라고 불리는 100만 분의 1의 디노미네이션(denomination)과 신토리화 발행을 계획해 실시했다. 이로 인해, 전년대비 8,000%라고 하는 하이퍼 인플레이션을 끊는 것에 성공해, 일약 명성을 얻었다.
파스 에스텐소로의 다음의 대통령을 선택하는 선거(1989년)에 출마해 최고 득표율을 얻었지만 과반수에는 달하지 않았다. 결국 이 선거에서는 득표율 2위의 우고 반제르 수아레스가 3위의 하이메 파스 사모라에 표를 양보하는 것으로 파스 사모라가 대통령이 되었다.
산체스는 1993년의 대통령 선거에 재출마, 다시 최고 득표율을 이득하여, 타당과의 연립에도 성공했기 때문에 대통령으로 취임했다. 국유 회사의 민영화를 추천해 취임 직후에는 부처 재편도 행하고 있다. 그의 정책은 신자유주의라고 불린다. 항상 친미가 자세를 취하고 있어 합중국의 강경한 마약 대책(마약 산지에 군대를 보내는 등)에 의해 반미 감정을 높인 코카 생산 농가를 중심으로 농민층의 지지는 낮았다.
1997년, 반강행적으로 행한 국영 석유 공사의 민영화를 마지막으로 대통령의 임기를 끝낸다. 그러나, 2002년 6월 30일의 선거에서는 22.46%의 득표율을 얻어 다시 대통령으로 선택된다. 2기째의 정권은 발족 당초부터 농민 단체나 광산 노동자 단체등과의 격렬한 알력을 껴안았다. 2003년 2월 12일에는 소득세 증세에 반대해 대통령 부전의 광장에 모인 데모대와의 총격전이 일어나, 20명 이상의 사망자를 냈다.

## 가스 분쟁과 사임
사임 후 가스 분쟁이 발생, 70명의 사망자를 기록하였으며, 그는 이 일로 구속되었다.

## 임기
| 전임 호르헤 키로가 | 제61대 볼리비아의 대통령 2002년 ~ 2003년 | 후임 카를로스 메사 |

| 전임 하이메 파스 사모라 | 볼리비아의 대통령 1993년 ~ 1997년 | 후임 우고 반세르 수아레스 |

## 같이 보기
- 볼리비아의 대통령
- 볼리비아의 역사
- 볼리비아의 정치